# Mont Gelé (Chanrion)
Der Mont Gelé ist ein 3518 m ü. M. hoher Berg in den Walliser Alpen an der Südgrenze der Walliser Gemeinde Val de Bagnes zur italienischen Gemeinde Ollomont in der Region Aosta.

## Lage und Umgebung
Der Mont Gelé liegt im Hauptkamm der Walliser Alpen zwischen dem Mont Avril (3347 m) im Nordwesten, von dem er durch den Passübergang Fenêtre de Durand (2797 m) getrennt ist, und den östlich gelegenen Bec du Chardoney (3447 m) und Bec d’Epicoune (3531 m), getrennt durch den Passübergang Col de Crête Sèche (2899 m). Über beide Pässe führen altbekannte, in den schneefreien Bereichen markierte Übergänge vom Wallis in das Aostatal.
Der südöstliche Vorgipfel des Mont Gelé trägt den Namen Mont de la Balme und erreicht eine Höhe von 3347 m. An der Südseite des Berges liegt der mässig geneigte Glacier du Mont Gelé, an seiner Nordostseite der kleinere Glacier de Crête Sèche, unterhalb der Nordwestabstürze der Glacier de Fenêtre.
Der Glacier du Mont Gelé reicht von Süden bis zu den Gipfelfelsen und vermittelt die relativ einfachen Anstiege von der Südseite. Die Nordseite wird durch schroffe, teilweise nicht ganz feste Felswände gebildet, die direkten Anstiege von der Schweizer Seite sind entsprechend schwierig.

## Routen zum Gipfel
Der leichteste Anstieg führt von der Biwakschachtel Regondi Gavazzi im Südwesten über den Glacier du Mont Gelé in einfacher Gletscherhochtour auf den Gipfel.
Vom Rifugio Crête Sèche führt der Weg zuerst nach Norden, wendet sich dann nach Westen und erreicht über den kleinen Glacier de l’Aroletta den Col du Mont Gelé (3144 m s.l.m.), der den Übergang über den Südgrat des Mont de la Balme vermittelt, und in weiterer Folge den Glacier du Mont Gelé. Über diesen in nordwestlicher Richtung zum Gipfel. Es handelt sich bei diesem Weg ebenfalls um einen unschwierigen Gletscheranstieg.
Von der Chanrionhütte kommend führt der Weg über eine Geröllflanke zum Col d’Ayace (3038 m) und weiter zum Glacier de l’Aroletta, wo er sich mit dem Weg vom Rifugio Crête Sèche vereinigt.
Der Mont Gelé ist auch ein schöner Skigipfel, die Skiroute folgt dem Weg aus Südwesten.